# Nabanita Datta Gupta
Nabanita Datta Gupta (født 14. januar 1963 i Indien) er en dansk professor i økonomi ved Aarhus Universitet. Hendes primære forskningsområder er arbejdsmarkedsøkonomi, sundhedsøkonomi, aldringens økonomi og udviklingsøkonomi. Fra 1. februar 2020 er hun som formand for De Økonomiske Råd en af de fire danske økonomiske vismænd. Hun er dermed den anden kvinde efter professor Nina Smith (vismand 1995-98), der er blevet økonomisk vismand.

## Karriere
Nabanita Datta Gupta fik en dobbelt bachelorgrad i økonomi og computervidenskab ved Smith College i Northampton, Massachusetts i 1985 og en Ph.D.-grad i økonomi fra Cornell University i 1992. Hendes Ph.D.-afhandling havde titlen The Role of Preferences and Constraints as Determinants of Male-Female Occupational Differences . Derefter arbejdede hun som adjunkt ved New Jersey Institute of Technology og var gæsteunderviser ved Cornell University i 1993-94. I 1995 blev hun ansat som lektor ved den daværende Handelshøjskolen i Aarhus, som nu er en del af Aarhus BSS. 2004-09 var hun forskningsprofessor ved SFI - Det Nationale Forskningscenter for Velfærd (i dag en del af VIVE). I 2009 blev hun igen ansat ved Aarhus BSS, nu som professor i økonomi.
Hun har udgivet en lang række forskningsartikler i anerkendte økonomiske videnskabelige tidsskrifter som American Economic Review Papers and Proceedings, European Economic Review, Journal of Public Economics og Nationaløkonomisk Tidsskrift. Blandt hendes mange medforfattere er Nina Smith og Marianne Simonsen (som hun var ph.d.-vejleder for). Blandt forskerne i det økonomiske indeks REPECs rangordning i december 2018 var hun blandt de 6 % førende økonomiske forskere på verdensplan og blandt de 2 % førende kvindelige økonomiske forskere.
I 2014-15 var hun medlem af Pensionskommissionen, der blev nedsat af den danske regering for at kulegrave pensionssystemet og komme med forslag til at forbedre det.
Hun har desuden lejlighedsvis deltaget i den offentlige debat. Bl.a. skrev hun i 2007 sammen med Nina Smith og Mette Verner en kronik i Politiken om, hvorfor kvinders løn- og karriereudvikling stort set var gået i stå i Norden, mens de højtuddannede kvinder i USA med hastige skridt var i færd med at indhente mændene.

## Privatliv
Nabanita Datta Gupta er gift med sin kollega ved Aarhus Universitet, økonomiprofessor Bent Jesper Christensen. De har sammen tre børn.